# Экзистенциальный нигилизм
Экзистенциальный нигилизм — философская теория, согласно которой жизнь не имеет внутреннего смысла или ценности. Что касается вселенной, экзистенциальный нигилизм предполагает, что отдельный человек или даже весь человеческий род незначителен, бесцелен и вряд ли изменится во всей совокупности существования. Согласно теории, каждый индивид — это изолированное существо, рожденное во вселенной, которому запрещено знать «почему». Присущая жизни бессмысленность в значительной степени исследуется в философской школе экзистенциализма, где человек потенциально может создать свой собственный субъективный «смысл» или «цель». Из всех видов нигилизма экзистенциальный нигилизм получил наибольшее литературное и философское внимание.

## Смысл жизни
Идея о том, что смысл и ценности не имеют основания, является формой нигилизма, и экзистенциальный ответ на эту идею заключается в том, что смысл — это не «вопрос созерцательной теории», а вместо этого «следствие вовлечённости и приверженности».
В своём эссе «Экзистенциализм — это гуманизм» Жан-Поль Сартр писал следующее: 

«Что это означает „существование предшествует сущности“? Это означает, что человек сначала существует, встречается, появляется в мире, и только потом он определяется. Для экзистенциалиста человек потому не поддается определению, что первоначально ничего собой не представляет. Человеком он становится лишь впоследствии, причем таким человеком, каким он сделает себя сам».
 Здесь становится ясно, что подразумевают экзистенциалисты, когда говорят, что смысл — это «следствие вовлечённости и приверженности».
Теория призвана описать человеческую ситуацию, чтобы создать жизненный взгляд и создать смысл, который был обобщён следующим образом: «как бы мы ни расстраивались, ни волновались и ни обманывали себя, наша жизнь не имеет значения, и бесполезно искать или утверждать смысл там, где его нельзя найти». Экзистенциальные нигилисты утверждают следующее: нужно быть честным, что человек должен столкнуться с абсурдом существования, что они в конечном итоге умрут, и что как религия, так и метафизика не более чем результат страха смерти.
По словам Дональда А. Кросби, «жизни нет оправдания, но и нет причин не жить. Те, кто утверждает, что нашёл смысл в своей жизни, либо нечестны, либо заблуждаются. В любом случае, они не в состоянии противостоять суровой реальности человеческих ситуаций».

## История
Экзистенциальный нигилизм был частью западной интеллектуальной традиции со времён Киренаики, такой как Гегесий Киренский. В эпоху Возрождения Уильям Шекспир красноречиво изложил точку зрения экзистенциального нигилиста через образ мыслей Макбета в конце одноименной пьесы. Артур Шопенгауэр, Сёрен Кьеркегор и Фридрих Ницше развили эти идеи, и Ницше, в частности, стал главной фигурой экзистенциального нигилизма.
Атеистическое экзистенциалистское движение распространилось во Франции в 1940-х годах. В таких работах, как «Бытие и ничто» Жан-Поля Сартра и «Миф о Сизифе» Альбера Камю поднималась данная тема. Камю написал и другие произведения, такие как «Посторонний», «Калигула», «Чума», «Падение» и «Бунтующий человек». Другие фигуры включают Мартина Хайдеггера и Жака Дерриду. Кроме того, работа Эрнеста Беккера «Отрицание смерти», удостоенная Пулитцеровской премии, представляет собой сборник мыслей об экзистенциальном нигилизме.

Общей нитью в литературе экзистенциалистов является преодоление эмоциональных страданий, возникающих в результате нашего противостояния небытию, и они потратили огромную энергию, отвечая на вопрос о том, возможно ли это пережить. Их ответом было квалифицированное «Да», отстаивающее формулу страстной приверженности и бесстрастного стоицизма.— Алан Пратт